# Msb Tamachi
msb Tamachi（むすぶたまち）は、 東京都港区芝浦に所在する複合商業施設・再開発地区。田町駅の芝浦口（東口）からペデストリアンデッキで直結している。東京ガス・三井不動産・三菱地所の3社共同の開発プロジェクトである。「田町駅東口北地区」の民間街区に位置する。
オフィス・店舗の「田町ステーションタワー S 」及び「田町ステーションタワー N」、ホテルの「プルマン東京田町」の3棟のビルで構成される。
「ONとOFF、伝統と革新、三田と芝浦など、人・モノ・コトを有機的に“結ぶ”役
割を果たし、街の発信力を高めていきたい」という理由から名称が決定された。

## 田町ステーションタワー S
2015年10月に着工し、2018年5月に竣工した。
地上31階、地下2階であり、地下1階は駐車場、地上1階から4階は店舗、6階から30階は事務所となっている。

## 田町ステーションタワー N
2017年8月に着工し、2020年7月に竣工した。
地上36階、地下2階であり、地下2階は地域冷暖房施設、地下1階は駐車場、地上1階から2階は店舗、4階から35階は事務所となっている。

## プルマン東京田町
田町ステーションタワー Sと同じく2018年5月に竣工し、同年10月に開業した高級ホテル。フランスのアコーホテルズが展開する日本初進出のホテルブランドである。地上9階、地下2階。